# 雕蚀菌科
雕蚀菌科（学名：Coelomomycetaceae）是芽枝霉目下的一个科。

## 下属分类
本科包括以下属：
- Callimastix R.Weissenberg
- 雕蚀菌属 Coelomomyces Keilin
- Coelomycidium Debais.